# فيتينيس ليبكفيتشيوس
فيتينيس ليبكفيتشيوس (بالليتوانية: Vytenis Lipkevičius)‏ مواليد 19 مايو 1989 في فيلكيجا، الجمهورية الليتوانية السوفيتية الاشتراكية، هو لاعب كرة سلة ليتواني. بدأ مسيرته الاحترافية في سنة 2006. يحمل الرقم 18. يبلغ طوله 6 قدم 6 بوصة (2.0 م). لعب مع نادي أتلتاس لكرة السلة وزالغيريس لكرة السلة.

## روابط خارجية
- فيتينيس ليبكفيتشيوس على موقع الاتحاد الدولي لكرة السلة (الإنجليزية)
- فيتينيس ليبكفيتشيوس على موقع الدوري الأوروبي لكرة السلة (الإنجليزية)
- فيتينيس ليبكفيتشيوس على موقع كرة السلة الأوروبية.كوم (الإنجليزية)
- فيتينيس ليبكفيتشيوس على موقع ريلجم (الإنجليزية)
- فيتينيس ليبكفيتشيوس على موقع بروبوليرز (الإنجليزية)
- فيتينيس ليبكفيتشيوس على موقع سبورتس رفرنس (الإنجليزية)